# Saint Goueznou
Saint Goueznou ou Gouesnou ou Gouenou ou Guennou ou Gouéno est un saint chrétien parfois connu comme l’un des premiers compagnons de Paul Aurélien, sous le nom de Woednovius, d’autres textes le placent à une époque plus tardive, n’ayant donc pas débarqué avec le fondateur de l’évêché de Léon, même s’il en fut l’un des premiers successeurs. C’est avec  sa famille qu’il aurait quitté la Bretagne insulaire, avec son père Tudon, son frère Majan et sa sœur Tudona (ou Tugdone). L’histoire de leur arrivée sur le continent a été écrite en 1019 par Guillermus, prêtre dans l’évêché de Léon.
Jusqu’à la période de la Révolution, ses reliques furent chaque année portées en procession autour du minihi, le jour de l’Ascension. Des fragments de reliques étaient aussi vénérées à Saint-Gouéno, portées en cortège, la charge du brancard revenant aux plus hauts seigneurs. Ce fut dit-on le cas de Charles de Blois, Pierre II et Arthur, ducs de Bretagne.

## Hagiographie de la vie de saint Gouesnou
La Vita de saint Goueznou a été probablement écrite en 1019. D'après Léon Fleuriot, l'auteur de la vita s'est inspiré du "Livre des faits d’Arthur" utilisé par Pierre Le Baud et sans doute par Geoffroy de Monmouth.
Saint Gouesnou, arrivant de Grande-Bretagne, aurait débarqué sur la côte du Léon, peut-être à Landéda, en compagnie de son père Tudogilus (saint Tugdon, ou Thudon, ou Tudon), de son frère Majan et de sa sœur Tudona ; saint Tudon aurait implanté un ermitage non loin de là dans la paroisse de Ploudiner, Majan s'installant dans celle de Plouguin tandis que Tudona aurait construit un premier oratoire dans celle de Plabennec avant de s'installer à Plebs Belvoci, probablement Saint-Thudon en Guipavas actuellement). Gouesnou quant à lui, rencontrant Conomor, seigneur du lieu, ce dernier « lui offrit pour bâtir un monastère autant de terre qu'il pourrait clore de fossez en un jour; le saint accepta le don et ayant mandé à son frère Majan » qu'il vînt à son aide, il prit une fourche et, la traînant par terre, il marcha environ deux lieues de Bretagne en quarré et à mesure qu'il traînait ce bâton fourché, la terre, chose étrange, se levait de part et d'autre et formait un gros fossé qui servait pour séparer les terres qui luy avaient esté données de celles du seigneur fondateur, lequel enclos est toujours tenu en telle révérence qu'autrefois il servait d'asile et de lieu de refuge aux malfaiteurs. La terre de Land Gouesnou était donc un minihy et c'est sans doute en souvenir de cette délimitation merveilleuse du territoire de cette paroisse que s'accomplit tous les ans la procession solennelle du jour de l'Ascension ». La procession du jour de l'Ascension réunissait d'ailleurs traditionnellement les paroissiens de Gouesnou et de Guipavas au lieu de Saint-Thudon. Cette procession est considérée comme une troménie.
Saint-Gouesnou interdisait l'entrée de son monastère, aux femmes, excepté l'église. Ses vertus le firent choisir comme évêque de Léon et il serait probablement mort le 25 octobre 675 à Quimperlé lors d'une visite à saint Corbasius qui y faisait construire un monastère (l'architecte se considérant comme offensé aurait laissé tomber une pierre depuis l’échafaudage sur le crâne du saint).

## Les reliques de saint Gouesnou

### Le saccage du tombeau
Selon le Chevalier de Fréminville le tombeau de saint Gouesnou, qui se trouvait dans l'église de Gouesnou, fut saccagé par les Révolutionnaires. Le squelette du Saint y fut trouvé tout entier. Ses ossements furent dispersés ; la tête seule fut conservée et déposée, comme objet d'anatomie, à l'amphithéâtre de l'hôpital de la marine à Brest. Depuis des années, écrit-il en 1844, elle a disparu.

### Le Chef
Le chef de saint Gouesnou, refermé dans une châsse en argent et son bras contenu dans un autre reliquaire, qui se trouvaient dans l'église paroissiale de Gouesnou, furent transportées à Brest pendant la Révolution française et disparurent, sauf un doigt, enfermé dans un étui d'argent, toujours conservé dans l'église de Gouesnou. Toutefois, Saint-Goueno, dans les Côtes-d'Armor, affirme aussi posséder les dites reliques.

#### Le lit et la pierre percée de saint Gouesnou
Édouard Vallin raconte ainsi en 1859 les histoires du lit et de la pierre percée de saint Gouesnou (cette dernière se trouvait initialement dans un champ près du village de Kerangolet, puis fut conservée dans la petite chapelle de Saint-Mémor, maintenant disparue, et se trouve désormais au pied d'un calvaire, rue du Calvaire à Gouesnou) :

« On voit encore dans ce bourg la pierre sur laquelle saint Gouesnou, auquel on refusait un asile, fut obligé de se coucher. Le lit du saint devint bientôt un objet de vénération pour ceux qui s'étaient montrés si durs et si inhospitaliers, et il n'est pas rare, même aujourd'hui, de voir, les jours de pardon, les habitants du pays s'y étendre et s'y frotter dans l'espoir d'obtenir la guérison de leurs douleurs. Derrière quelques maisons bâties sur la route de Brest se trouve une chapelle près de laquelle se voit une pierre à peu près ronde de 1 mètre 80 centimètres de diamètre et percée en son milieu d'un trou de 15 cm environ. L'origine de cette pierre a été l'objet de bien de discussions de la part les archéologues, qui veulent y voir une de ces pierres percées auxquelles les Celtes attribuaient des vertus miraculeuses. Avait-on un membre malade ? Il suffisait de le plonger dans le trou de ces pierres, et bientôt la guérison arrivait. Selon la tradition locale, cette pierre aurait été creusée par saint Gouesnou, qui avait fait vœu de laisser chaque jour son bras immobile dans le trou qui y avait été pratiqué. Quoi qu'il en soit, les habitants de ce pays attribuent encore à cette pierre une grande vertu, et il n'est pas rare de voir des estropiés venir lui demander la guérison de leurs membres malades. Il est cependant à remarquer que cette pratique superstitieuse ne s'accomplit guère qu'en cachette, comme cela a lieu, du reste, pour toutes ces antiques vénérations dont les esprits forts ne manquent point de se moquer. »

Selon le chevalier de Fréminville dans son livre Les Antiquités du Finistère, cette pratique superstitieuse se pratiquait encore à Gouesnou vers 1820.

## Le culte de saint Gouesnou

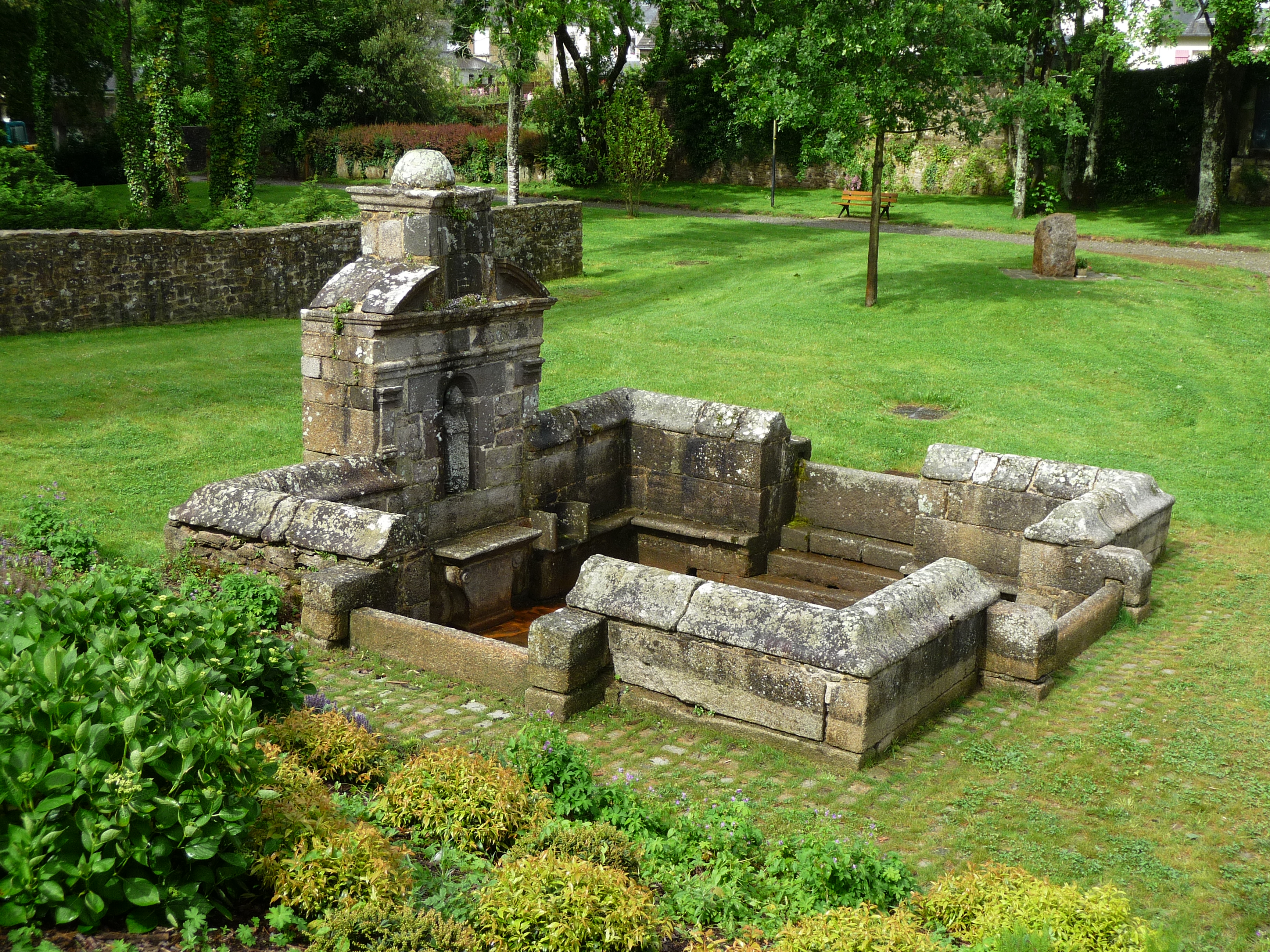
Gouesnou : la fontaine Saint-Gouesnou

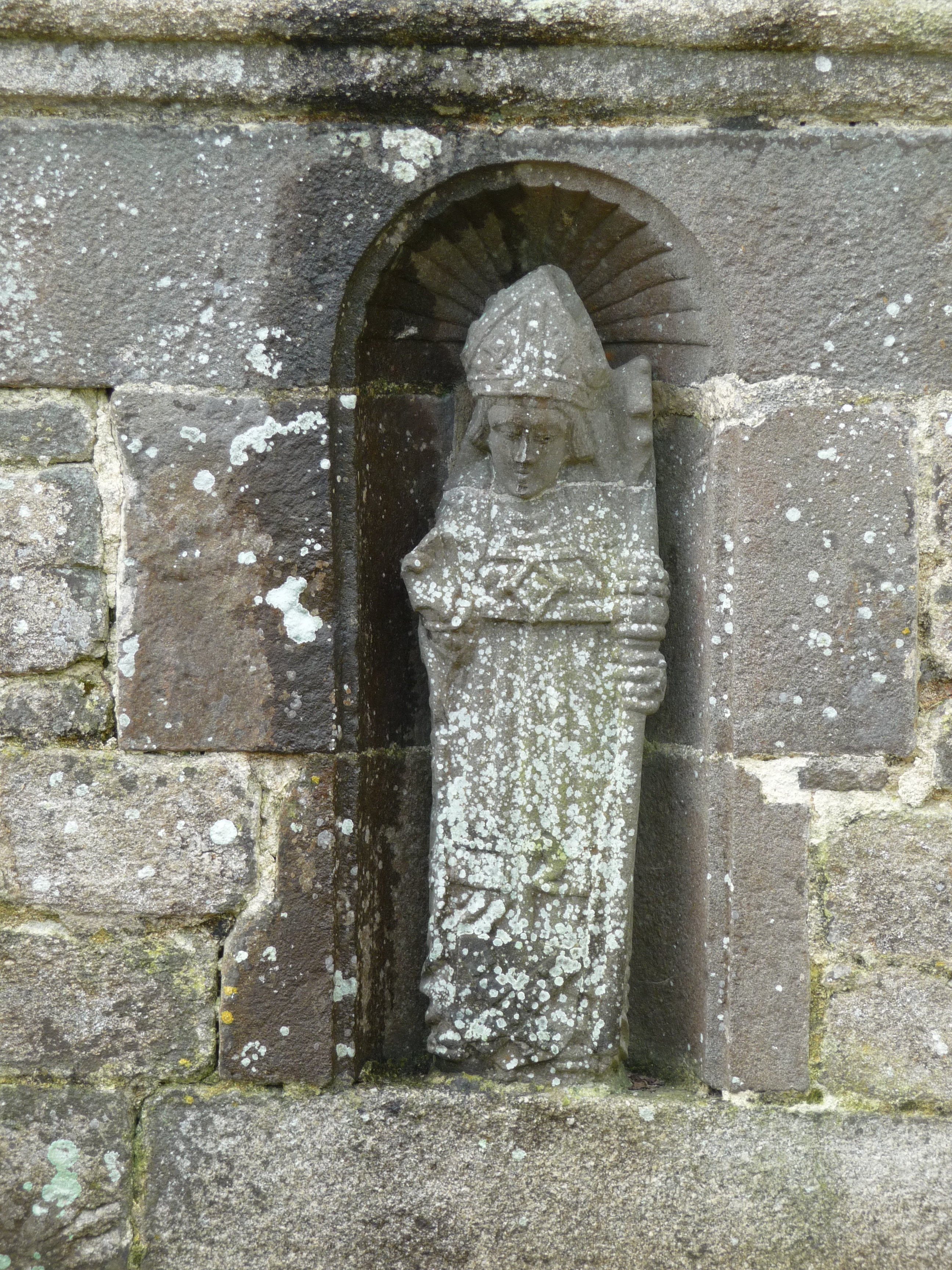
Gouesnou : fontaine Saint-Gouesnou, statue de saint Gouesnou

### Dans l’Évêché de Léon
- Gouesnou, commune éponyme, patron de l’église, fontaine, « pierre de saint Gouesnou »
- Guiclan, chapelle (détruite)
- Guipronvel, honoré dans l’église (sculptures de la chaire),
- Irvillac, chapelle (détruite)
- Lanarvily, patron de l’église
- Landeda, reliques à la chapelle de Brouënnou
- Locmelar, l’ossuaire lui a été dédié,
- Plabennec, chapelle (détruite)
- Plouenan, chapelle (détruite)
- Plouneour-Trez, chapelle (détruite)
- Plouzané, honoré dans  la chapelle de Botdonnou

### Dans l’Évêché de Tréguier
- Plouguiel, chapelle Saint-Gueno à La Roche Jaune,
- Ploumilliau, chapelle (détruite)

### Dans l’Évêché de Cornouaille
- Gouézec (le nom proviendrait de saint Gouesnou)
- Esquibien, patron de l’église St-Onneau, fontaine Saint-Onneau ou Saint-Donou, ancienne fontaine ensablée au Gannaëk à Trez-Goarem
- Merleac, chapelle
- Plougastel-Daoulas, fontaine près de la chapelle Ste Christine,
- Saint-Gilles-du-Vieux-Marché, « pré Saint-Gouesnou » ,
- Spézet : l'ancien pardon de Saint-Iguinou, décrit par Anatole Le Braz

### Dans l’évêché de Saint-Brieuc
- Plédran, lieu-dit Saint-Ouenoen, fontaine.
- Pleguien, chapelle (détruite)
- Plélo, chapelle (la chapelle de Saint Gouesnou à Plélo n'a pas été détruite, mais pour des raisons économiques, parce que le culte de Saint Blaise était au XIXe siècle beaucoup plus porteur (et plus rentable!) en termes de pèlerins, la chapelle de Saint Gouesnou est devenue la chapelle de Saint Blaise: cependant la statue du Gouesnou à l'intérieur du bâtiment et celle près de la fontaine du village sont toujours en place, ainsi que de nombreux ex-votos; le nom du village en question a changé également en Saint-Blaise)
- Saint-Brieuc, chapelle (détruite, seule une rue dans le centre-ville porte encore le nom: "Rue Saint-Goueno")
- Saint-Goueno, patron éponyme de l’église, rocher dit « le pas de St-Goueno » (empreinte légendaire du saint)